# 元思敬
元思敬（?—?），唐朝官员、学者。
唐高宗总章年间担任协律郎，曾与许敬宗、杨思俭、顾胤、许圉师、上官仪、孟利贞、姚璹、窦德玄、郭瑜、董思恭参与修撰《芳林要览》三百卷，又撰有《诗人秀句》两卷，传在当时流传。

## 延伸阅读
[在维基数据编辑]
 《舊唐書·卷190上》，出自刘昫《舊唐書》